# Fredric March
Pour les articles homonymes, voir March.

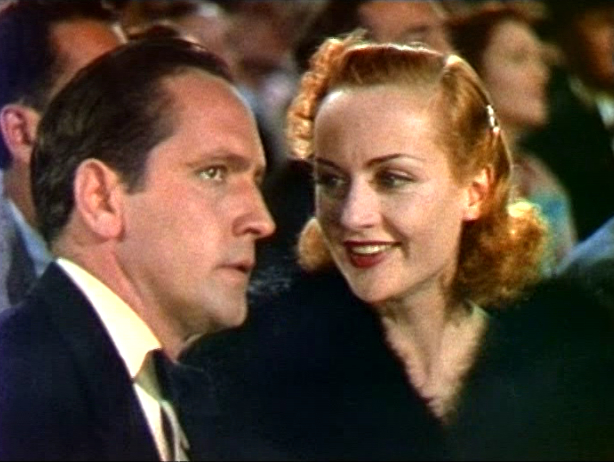
Fredric March et Carole Lombard dans La Joyeuse Suicidée

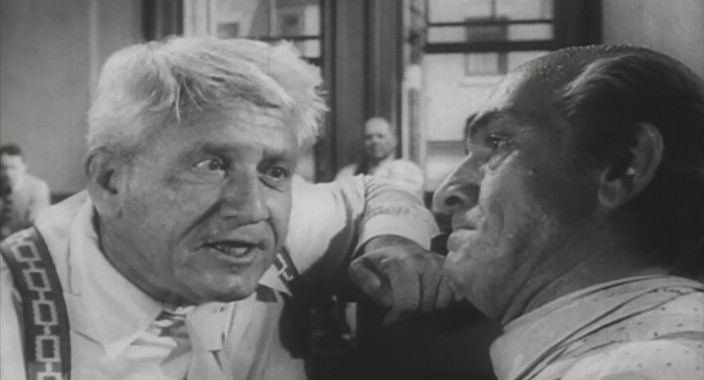
Spencer Tracy et Fredric March dans Procès de singe

Fredric March est un acteur américain, né le 31 août 1897 à Racine (Wisconsin) et mort le 14 avril 1975 à Los Angeles.
Fredric March a obtenu deux fois l'Oscar du meilleur acteur, d'abord en 1931 pour Docteur Jekyll et Mr. Hyde de Rouben Mamoulian puis en 1946 pour Les Plus Belles Années de notre vie de William Wyler. Il a également été nommé à trois autres reprises en 1931 pour The Royal Family of Broadway, 1938 pour Une étoile est née et 1952 pour Mort d'un commis voyageur.

## Carrière
Il commence une carrière d'employé de banque avant de se tourner vers le cinéma en 1921, prenant pour pseudonyme le nom de jeune fille de sa mère. D'abord figurant, il obtient son premier rôle important comme partenaire de Ruth Chatterton dans The Dummy en 1929.
À partir des années 1930, March fut l'une des plus importantes stars masculines de Hollywood, rivalisant avec Gary Cooper (dans Sérénade à trois) et Cary Grant (dans L'Aigle et le Vautour) en 1933, portant par son interprétation des superproductions signées Cecil B. DeMille, Rouben Mamoulian, Sidney Franklin et Lewis Milestone, se faisant une spécialité à peine discutée par Paul Muni de personnages prestigieux, héros de la littérature ou de l'histoire : après ses mémorables Docteur Jekyll et M. Hyde, l'acteur s'illustre en Benvenuto Cellini, Jean Valjean, Jean Lafitte, Christophe Colomb, Philippe II de Macédoine dans le péplum Alexandre le Grand de Robert Rossen. Pour la télévision il est en 1953 Don Juan — face à Joseph Schildkraut en diable.
Pris sous contrat par la Paramount, March est le partenaire de Greta Garbo dans Anna Karénine et Katharine Hepburn dans Mary Stuart. Il remporte en 1936 et 1937 deux succès personnels dans Anthony Adverse, saga d'aventures de Mervyn LeRoy aux côtés d'Olivia de Havilland (où il endosse un rôle à la Errol Flynn), et dans le mélodrame Une étoile est née de William Wellman, également réalisateur de la célèbre comédie La Joyeuse Suicidée avec March et Lombard, qui fustige l'hypocrisie de la société américaine. 
Après la guerre, le mélodrame Les Plus Belles Années de notre vie de William Wyler (1946) lui vaut des louanges dithyrambiques et un nouvel Oscar du meilleur acteur. Il collectionne les films prestigieux : Mort d'un commis voyageur d'après Arthur Miller en 1951, La Tour des ambitieux de Robert Wise (1954) avec William Holden et Barbara Stanwyck, Le Cirque en révolte d'Elia Kazan, Alexandre le Grand en 1956, Les Séquestrés d'Altona de Vittorio De Sica (1962) d'après Jean-Paul Sartre, à la distribution internationale (Sophia Loren, Maximilian Schell...), Procès de singe de Stanley Kramer qui l'oppose à Spencer Tracy, le film de guerre Les Ponts de Toko-Ri de Mark Robson, les thrillers La maison des otages de William Wyler (1955) avec Humphrey Bogart et Sept jours en mai de John Frankenheimer (1964), avec  Burt Lancaster, Ava Gardner et Kirk Douglas. March travaille aussi avec Martin Ritt pour le western Hombre en 1967, où il est opposé à Paul Newman. Il fait sa dernière apparition au cinéma en 1973 dans un film de John Frankenheimer, The Iceman Cometh, d'après la pièce d'Eugene O'Neill, dont il partage la vedette avec Lee Marvin, Robert Ryan et Jeff Bridges. 
À la télévision, l'acteur joue notamment dans The Twentieth Century d'après Ben Hecht aux côtés de Lilli Palmer en 1949, The Royal Family en 1954, d'après la pièce d'Edna Ferber (24 ans après le film de Cukor), partageant l'affiche avec Charles Coburn, Claudette Colbert et Helen Hayes, et sous la direction d'Alex Segal dans Dodsworth (1956) d'après Sinclair Lewis et The Winslow Boy (1958) d'après Terence Rattigan ; en outre il interprète Tchékov et narre Charles Dickens.
Il meurt d'un cancer en 1975.

## Vie privée
Fredric March était le mari de Florence Eldridge avec qui il partage notamment l'affiche du film de John Ford Mary Stuart.

## Filmographie partielle

### Cinéma
- 1921 : The Great Adventure de Kenneth S. Webb : rôle non crédité
- 1921 : Paying the Piper (en) de George Fitzmaurice : Extra
- 1921 : The Devil (en) de James Young : Extra
- 1921 : The Education of Elizabeth (en) d'Edward Dillon : Extra
- 1929 : L'Aspirant détective (The Dummy) de Robert Milton : Trumbull Meredith
- 1929 : Les Endiablées (The Wild Party) de Dorothy Arzner : James 'Gil' Gilmore
- 1929 : Le Studio tragique (The Studio Murder Mystery) de Frank Tuttle : Richard Hardell
- 1929 : Paris Bound d'Edward H. Griffith : Jim Hutton
- 1929 : Jealousy de Jean de Limur : Pierre
- 1929 : Footlights and Fools de William A. Seiter : Gregory Pyne
- 1929 : The Marriage Playground : Martin Boyne
- 1930 : Sarah et son fils (Sarah and Son) de Dorothy Arzner : Howard Vanning
- 1930 : Paramount on Parade, film collectif : Marine
- 1930 : Ladies Love Brutes de Rowland V. Lee : Dwight Howell
- 1930 : True to the Navy de Frank Tuttle : Bull's Eye McCoy
- 1930 : Une belle brute (Manslaughter) de George Abbott : Dan O'Bannon
- 1930 : Laughter de Harry d'Abbadie d'Arrast : Paul Lockridge
- 1930 : The Royal Family of Broadway de George Cukor et Cyril Gardner : Tony Cavendish
- 1931 : Honor Among Lovers de Dorothy Arzner : Jerry Stafford
- 1931 : L'Ange de la nuit (Night Angel) d'Edmund Goulding : Rudek Berken
- 1931 : My Sin de George Abbott : Dick Grady
- 1931 : Docteur Jekyll et Mr. Hyde (Dr. Jekyll and Mr. Hyde) de Rouben Mamoulian : Dr. Henry L. Jekyll / Mr. Hyde
- 1932 : Strangers in Love de Lothar Mendes : Buddy Drake / Arthur Drake
- 1932 : Merrily We Go to Hell de Dorothy Arzner : Jerry Corbett
- 1932 : Make Me a Star de William Beaudine : Cameo
- 1932 : Chagrin d'amour (Smilin' Through) de Sidney Franklin : Kenneth Wayne
- 1932 : Le Signe de la croix (The Sign of the Cross) de Cecil B. DeMille : Marcus Superbus
- 1933 : Princesse Nadia (Tonight Is Ours) de Stuart Walker : Sabien Pastal
- 1933 : L'Aigle et le Vautour (The Eagle and the Hawk) de Stuart Walker : Jerry H. Young
- 1933 : Sérénade à trois (Design for Living) d'Ernst Lubitsch : Thomas B. Chambers
- 1934 : All of Me de James Flood : Don Ellis
- 1934 : Good Dame (en) de Marion Gering : Mace Townsley
- 1934 : La mort prend des vacances (Death Takes a Holiday) de Mitchell Leisen : Prince Sirki / La Mort
- 1934 : Les Amours de Cellini (The Affairs of Cellini) de Gregory La Cava : Benvenuto Cellini
- 1934 : Miss Barrett (The Barretts of Wimpole Street) de Sidney Franklin : Robert Browning
- 1934 : Résurrection (We Live Again) de Rouben Mamoulian : Prince Dmitri Nekhlyudov
- 1935 : Les Misérables de Richard Boleslawski : Jean Valjean / Champmathieu
- 1935 : Anna Karenine (Anna Karenina) de Clarence Brown : Vronsky
- 1935 : L'Ange des ténèbres (The Dark Angel) de Sidney Franklin : Alan Trent
- 1936 : Les Chemins de la gloire (The Road to Glory) de Howard Hawks : Lieutenant Michel Denet
- 1936 : Marie Stuart (Mary of Scotland) de John Ford : Earl of Bothwell
- 1936 : Anthony Adverse, marchand d'esclaves (Anthony Adverse) de Mervyn LeRoy : Anthony Adverse
- 1937 : Une étoile est née (A Star Is Born) de William A. Wellman : Norman Maine
- 1937 : La Joyeuse Suicidée  (Nothing Sacred) de William A. Wellman : Wally Cook
- 1938 : Les Flibustiers (The Buccaneer) de Cecil B. DeMille : Jean Lafitte
- 1938 : La Pauvre Millionnaire (There Goes My Heart) de Norman Z. McLeod : William Z. 'Bill' Spencer
- 1938 : La Femme aux cigarettes blondes (Trade Winds) de Tay Garnett : Sam Wye
- 1940 : Suzanne et ses idées (Susan and God) de George Cukor : Barrie Trexel
- 1940 : Passion sous les tropiques (Victory) de John Cromwell : Hendrik Heyst
- 1941 : Ainsi finit notre nuit (So Ends Our Night) de John Cromwell : Josef Steiner
- 1941 : One Foot in Heaven d'Irving Rapper : William Spence
- 1941 : J'épouse ma femme (Bedtime Story) d'Alexander Hall : Lucius 'Luke' Drake
- 1942 : Ma femme est une sorcière (I Married a Witch) de René Clair : Jonathan Wooley / Nathaniel Wooley / Samuel Wooley / Wallace Wooley
- 1944 : Les Aventures de Mark Twain (The Adventures of Mark Twain) d'Irving Rapper : Samuel Langhorne Clemens (Mark Twain)
- 1944 : Les Hommes de demain (Tomorrow, the World!) de Leslie Fenton : Mike Frame
- 1946 : Les Plus Belles Années de notre vie (The Best Years of Our Lives) de William Wyler : Al Stephenson
- 1948 : La Citadelle du mal (Another Part of the Forest) de Michael Gordon : Marcus Hubbard
- 1948 : Le Droit de tuer (An Act of Murder) de Michael Gordon : Juge Calvin Cooke
- 1949 : Christophe Colomb (Christopher Columbus) de David MacDonald : Christophe Colomb
- 1951 : It's a Big Country, film collectif : Joe Esposito
- 1951 : Mort d'un commis voyageur (Death of a Salesman) de László Benedek : Willy Loman
- 1953 : Le Cirque en révolte (Man on a Tightrope) d'Elia Kazan : Karel Cernik
- 1954 : La Tour des ambitieux (Executive Suite) de Robert Wise : Loren Phineas Shaw
- 1955 : Les Ponts de Toko-Ri (The Bridges at Toko-Ri) de Mark Robson : RAdm. George Tarrant
- 1955 : La Maison des otages (The Desperate Hours) de William Wyler : Dan C. Hilliard
- 1956 : Alexandre le Grand (Alexander the Great) de Robert Rossen : Philippe II de Macédoine
- 1956 : L'Homme au complet gris (The Man in the Gray Flannel Suit) de Nunnally Johnson : Ralph Hopkins
- 1959 : Au milieu de la nuit (Middle of the Night) de Delbert Mann : Jerry Kingsley
- 1960 : Procès de singe (Inherit the Wind) de Stanley Kramer  : Matthew Harrison Brady
- 1961 : Les Blouses blanches (The Young Doctors) de Phil Karlson : Dr Joseph Pearson
- 1962 : Les Séquestrés d'Altona (I Sequestrati di Altona) de Vittorio De Sica : Albrecht von Gerlach
- 1964 : Sept Jours en mai (Seven Days in May) de John Frankenheimer : Président Jordan Lyman
- 1967 : Hombre de Martin Ritt : Dr Alex Favor
- 1970 : Tick... Tick... Tick et la violence explosa (...tick...tick...tick...) de Ralph Nelson : Mayor Jeff Parks
- 1973 : The Iceman Cometh de John Frankenheimer : Harry Hope

### Télévision
- 1964 : The Presidency: A Splendid Misery : Narrateur

## Voix françaises
| - René Fleur (*1903-1971) dans : - Le Signe de la croix - L'Aigle et le Vautour - La mort prend des vacances - Les Flibustiers - Marc Valbel (*1907-1960) dans : - Docteur Jekyll et M. Hyde - Ma femme est une sorcière - Christophe Colomb - Richard Francoeur (*1894-1971) dans : - Les Ponts de Toko-Ri - La Maison des otages - L'Homme au complet gris - Jean Marchat dans (*1902-1966) : - Anthony Adverse - La Tour des ambitieux | et aussi - René Dary (*1905-1974) dans Marie Stuart - Daniel Lecourtois (*1902-1985) dans Les Plus Belles Années de notre vie - Jean Martinelli (*1909-1983) dans Alexandre le Grand - André Valmy (*1919-2015) dans Au milieu de la nuit - Abel Jacquin (*1893-1968) dans Procès de singe - Jean Davy (*1911-2001) dans Sept Jours en mai - Michel Etcheverry (*1919-1999) dans Hombre - Henri Nassiet (*1895-1977) dans Tick... Tick... Tick et la violence explosa |

## Distinctions

### Récompenses
- 1932 : Oscar du meilleur acteur pour Docteur Jekyll et M. Hyde de Rouben Mamoulian
- 1932 : Coupe Volpi de la meilleure interprétation masculine au Festival de Venise pour Docteur Jekyll et M. Hyde de Rouben Mamoulian
- 1946 : Oscar du meilleur acteur pour Les Plus Belles Années de notre vie de William Wyler.
- 1960 : Ours d'argent du meilleur acteur au  Festival de Berlin pour Procès du singe de Stanley Kramer

### Nominations
- 1931 : Oscar du meilleur acteur pour The Royal Family of Broadway
- 1938 : Oscar du meilleur acteur pour Une étoile est née
- 1952 : Oscar du meilleur acteur pour Mort d'un commis voyageur